# Bruce Roberts (fotograf)
Bruce Stuart Roberts (4. února 1930 – 16. června 2023) byl americký fotograf a spisovatel, který svou kariéru zahájil v 50. letech 20. století. Roberts začínal jako reportér, ale brzy přešel k fotografii a stal se součástí skupiny fotoreportérů v The Charlotte Observer, kteří byli průkopníky používání fotoaparátů formátu 35 mm. V průběhu let se jeho práce objevily v magazínech Time, Life, Sports Illustrated a Time Life Books. Roberts byl také plodným spisovatelem, a to jak se svou první manželkou Nancy Robertsovou, tak s druhou manželkou Cheryl Shelton-Robertsovou.
V letech 1978 až 1992 pracoval pro časopis Southern Living, nejprve jako šéf fotografického oddělení a později jako hlavní cestovatel. Prostřednictvím své práce fotografa zobrazil tak významné události, jako bylo hnutí za občanská práva v 60. letech a iniciativy v oblasti zdraví na venkově v 70. letech. V pozdějších letech velkou část své práce věnoval fotografování a dokumentování majáků, což je téma, o které se podělil prostřednictvím několika knih, na kterých se podílel buď jako spoluautor, nebo ilustracemi s fotografiemi.
Roberts a jeho první manželka měli dvě děti, Nancy a Davida. Rozvedli se v 80. letech. Jejich syn David byl předmětem jejich společné knihy David zaznamenávající jejich zkušenosti s výchovou syna s Downovým syndromem. Jejich dcera Nancy je právnička.

## Raná léta
Bruce Stuart Roberts se narodil 4. února 1930 v Bronxu na předměstí New Yorku Mount Vernon. O fotografování se začal zajímat kolem čtrnácti let a roznášel noviny, aby si vydělal peníze na svůj koníček. Roberts později vzpomínal, jak jeho peníze šly na nákup materiálu, který potřeboval k pořízení a vyvolání fotografií, zařízení vlastní temné komory v suterénu a naučil se fotografovat. Později využil své fotografické dovednosti, aby zaplatil za své bakalářské studium na Newyorské univerzitě, fotografoval na různých akcích, jako jsou večírky nebo zasedání správní rady. Newyorskou univerzitu dostudoval v roce 1951 a vstoupil do amerického letectva, kde sloužil od roku 1951 do roku 1953. Po svém působení v letectvu Roberts navštěvoval Floridské univerzitě, kde v roce 1954 dokončil postgraduální studium.

## Kariéra
Po postgraduálním studiu se Roberts přestěhoval do Severní Karolíny a přijal práci fotografa pro místní noviny Hamlet News-Messenger v Hamletu v Severní Karolíně jižně od Rockinghamu na hranici s Jižní Karolínou. Během prvních let v Severní Karolíně byly jeho fotografie publikovány v národních a mezinárodních publikacích jako Life, Look, Time a Saturday Evening Post. Mnoho z jeho fotografií bylo použito na obálce časopisu The State (nyní známého jako Our State). V roce 1958 byl najat jako štábní fotograf pro noviny The Charlotte Observer, pracoval pro redaktora Peta McKnighta jako součást skupiny mladých začínajících fotografů. Skupina fotografů Charlotte Observer by byla mezi prvními, kteří ve své práci použili 35mm fotografii, a později byla považována za průkopníky kinofilmového fotoaparátu ve fotožurnalistice a také využití přirozeného světla. V letech 1959 a 1961 byl Roberts jmenován „jižním fotografem roku“ za svou práci s Charlotte Observer. V letech 1959, 1960 a 1961 se také umístil na prvním místě v soutěži novinářské fotografie National Press Photographers Association. V roce 1962 Roberts přijal pozici ředitele fotografického oddělení novin News Journal ve Wilmingtonu, Delaware, kde zůstal až do roku 1963. Postupem času také fotografoval různé významné historické postavy té doby, jako byl reverend Billy Graham, Elvis Presley, John F. Kennedy nebo Joe DiMaggio.
Jednoho dne loňského léta odletěl Bruce Roberts ze svého domova v Charlotte do Atlanty, aby nafotil příběh pro časopis. Roberts pracoval téměř nepřetržitě 36 hodin a exponoval 27 rolí filmu. Konečným produktem byla jedna vynikající fotografie policisty z Atlanty pracujícího ve slumech. Právě toto neutuchající úsilí z něj udělalo jednoho z nejlepších ve své profesi. Ale je to také soucit, druh soucitu, který umožňuje rodiči žít a milovat dítě, které je nemocné. To z něj dělá umělce, jakým je.
 Reg Murphy. Atlanta Journal and Constitution editor, 1968

V roce 1963 začal Roberts pracovat jako fotograf na volné noze místo speciálně pro jedny noviny. Během tohoto období on a jeho tehdejší manželka Nancy Robertsová byli spoluautory několika knih, včetně Guvernéra v roce 1972 a Goodliest Land v roce 1973. Později napsali knihy o nadpřirozenu a vydali knihy jako Ghosts and Spectres: Ten Supernatural Stories v roce 1974 America's Most Haunted Places v roce 1976 a Southern Ghosts v roce 1979. Robertsovy fotografie se objevily také v knize pro děti Where Time Stood Still: A Portrait of Appalachia, kterou The New York Times označil za jednu z nejlepších dětských knih roku 1970.
V roce 1978 se stal ředitelem fotografického oddělení časopisu Southern Living a tuto pozici zastával až do roku 1982. V roce 1982 se ujal role cestovního fotografa seniora pro časopis se zaměřením na zobrazení jihu Spojených států. V roce 1992, po 14 letech u Southern Living, odešel, aby se věnoval fotografování na volné noze a zaměřil se na přispívání do různých knih, zejména knih o majácích v Severní Karolíně, které se staly jeho vášní. Na podzim roku 1994, když Roberts žil v Nags Head na Outer Banks of North Carolina, Roberts a jeho druhá manželka Cheryl Shelton-Roberts spoluzaložili Outer Banks Lighthouse Society, která se věnuje ochraně majáků v Severní Karolíně a šíření povědomí o jejich historii, a působil v jejím představenstvu. Počínaje rokem 1997 vydal Roberts ve spolupráci s Cheryl svou první knihu o historických majácích nazvanou Lighthouse Families. V následujících letech Roberts publikoval další knihy o majácích v Severní Karolíně a jejím okolí. Později mu byla udělena cena „Keeper of the Light“ od American Lighthouse Foundation v důsledku iniciativ na ochranu, které vedl prostřednictvím Outer Banks Lighthouse Society. V roce 2001 časopis Our State udělil Robertsovi vůbec první cenu Carla Goerche, pojmenovanou po zakladateli časopisu. V článku z roku 2005 v Lighthouse Magazine redaktor časopisu Tim Harrison a zaměstnanci časopisu prohlásili, že Roberts byl jedním z nejlepších amerických fotografů majáků všech dob, přičemž citoval jeho dlouhou historii zachycování historických majáků na film. V roce 2010 Outer Banks History Center (OBHC) představilo výstavu Robertsových fotografií s názvem „Bruce Roberts, Photojournalist: 50 Years of Capturing Change“, která obsahovala fotografie z celé jeho kariéry, především se zaměřením na snímky pořízené v Severní Karolíně.

## Osobní život
Od roku 1958 do poloviny osmdesátých let byl Bruce Roberts ženatý s Nancy Robertsovou, renomovanou autorkou. Ti dva se potkali, když oba pracovali pro Charlotte Observer a vzali se v roce 1958. Pár měl během manželství dceru Nancy a syna Davida. David se narodil s Downovým syndromem, jehož příběh byl zaznamenán v knize Bruce a Nancy David, vydané v roce 1968, popisující jejich zkušenosti s výchovou dítěte s Downovým syndromem v 60. letech. Rozvedli se v polovině 80. let a Bruce a Nancy si později znovu vzali jiné partnery. Bruce Roberts se oženil s Cheryl Sheltonovou, nyní Cheryl Shelton-Robertsovou, učitelkou v důchodu, historičkou a plodnou výzkumnicí majáků v Severní Karolíně, genealogií chovatelů, orální historie jejich rodin, záchranných stanic a vraků lodí.
Roberts zemřel 16. června 2023.